# مارسوي (كيبك)
مارسوي (بالإنجليزية: Marsoui, Quebec)‏ هي بلدية محلية في كيبيك تقع في كندا في La Haute-Gaspésie. يقدر عدد سكانها بـ 309 نسمة ومساحتها 177.10 كم2 .